# 1632 en philosophie
Chronologie de la philosophie
- 1628
- 1629
- 1630
- 1631
- 1632
- 1633
- 1634
- 1635
- 1636

L’année 1632 a été marquée, en philosophie, par les événements suivants :

## Publications
- Gaspard van Baerle : Orationes.

- Comenius :
  - Navržení krátké o obnově škol v království českém (Brèves propositions pour la réforme des écoles du Royaume de Bohême), 1632 - proposition de réforme du système scolaire de Bohême;
  - Haggaeus redivivus, 1632 - critique de l'oppression de la société et des Habsbourg;
  - Pozoun milostivého léta, 1632 - exprime l'espoir d'un retour prochain en Bohème.

- Claude Guillermet de Bérigard :  Dubitationes in dialogum Galilæi Galilæi in gymnasio pisano mathematici supraordinarii, Florence, 1632Attaque contre Galilée. Elle fut publiée sous le nom de Galilaeus Linceus.

- Scioppius : Flagellum Jesuiticum.

## Naissances
- Louis de La Forge, né en 1632 à La Flèche et mort en 1666 à Saumur, est un philosophe français.

- Sylvain Leroy, dit Régis, plus connu sous le nom de Pierre-Sylvain Régis, est un philosophe français, membre de l'Académie royale des sciences, né à La Salvetat (Sauvetat) de Blanquefort en 1632, et mort à Paris le 11 janvier 1707.

- 8 janvier à Dorfchemnitz en Saxe (Land) : Samuel von Pufendorf, mort le 13 octobre 1694 (à 62 ans) à Berlin, est un historien, juriste et philosophe allemand, représentant du droit naturel moderne ou protestant[1].

- 29 août à Wrington (Somerset) : John Locke, mort le 28 octobre 1704 à Oates, High Laver (Essex), est un philosophe anglais. Il a vécu à une époque charnière qui voit la fin des guerres de religion, les débuts du rationalisme et une forte opposition à l'absolutisme en Angleterre. Proche du comte de Shaftesbury, Locke est partie prenante à ces débats et aux théories alors naissantes du contrat social, de la loi et du droit naturel, et de l'état de nature. Il s'intéresse aussi aux prémices de ce qui sera appelé à compter du XIXe siècle le libéralisme.

- 24 novembre à Amsterdam : naissance de Baruch Spinoza, mort le 21 février 1677 à La Haye, philosophe néerlandais d'origine séfarade portugaise.